# Lehliu (Călărași)
Lehliu è un comune della Romania di 2 848 abitanti, ubicato del distretto di Călărași, nella regione storica della Muntenia.
Il comune è formato dall'unione di 2 villaggi: Lehliu e Săpunari.